# Xarià
Xarià (en rus: Шарья) és una ciutat de l'óblast de Kostromà (Rússia). Es troba a la riba esquerra del riu Vetluga (un afluent del Volga), a 330 km al nord-est de Kostromà. El 2010 tenia 36.659 habitants. La situació demogràfica de Xarià va deteriorar-se durant la dècada del 1990. El 2001, la taxa de natalitat era només del 9,4 per mil, mentre que la taxa de mortalitat era del 19,1 per mil, i el creixement vegetatiu acusava un dèficit del 9,7 per mil. Xarià és el centre cultural de la zona nord-est de l'óblast de Kostromà. Durant els darrers anys, s'ha restaurat la vella església de fusta de Sant Nicolau. La ciutat també té un museu local. Molt a prop, al poble de Rosxedestvenskoie, es troba el parc edificat sobre la hisenda de la noble família Lagunin.